# Torpedowce typu Python
Torpedowce typu Python – austro-węgierskie torpedowce z końca XIX wieku i okresu I wojny światowej. W latach 1897–1900 w brytyjskiej stoczni Yarrow w Londynie zbudowano cztery okręty tego typu. Jednostki weszły w skład Kaiserliche und Königliche Kriegsmarine w latach 1898–1900 i wzięły udział w I wojnie światowej. W wyniku podziału floty po upadku Austro-Węgier trzy jednostki przyznano Francji, a jedną Wielkiej Brytanii. Wszystkie zostały złomowane w 1920 roku.

## Projekt i budowa
Cztery torpedowce typu Python zostały zamówione w Wielkiej Brytanii przez Austro-Węgry, a ich projekt bazował na zbudowanym w 1896 roku w stoczni Yarrow torpedowcu „Viper” (Tb 17). 
Wszystkie okręty typu Python zbudowane zostały w stoczni Yarrow w Londynie. Budowę okrętów rozpoczęto w latach 1897-1898, zostały zwodowane w latach 1898–1899, a do służby w Kaiserliche und Königliche Kriegsmarine przyjęto je w latach 1898–1900.
| Okręt            | Stocznia | Początek budowy | Wodowanie        | Wejście do służby    |
| ---------------- | -------- | --------------- | ---------------- | -------------------- |
| „Python” (Tb 13) | Yarrow   | 1898            | 11 kwietnia 1899 | 12 października 1899 |
| „Kigyo” (Tb 14)  | Yarrow   | 1898            | 11 kwietnia 1899 | 31 stycznia 1900     |
| „Boa” (Tb 15)    | Yarrow   | 1897            | wrzesień 1898    | 1898                 |
| „Cobra” (Tb 16)  | Yarrow   | 1897            | wrzesień 1898    | 1898                 |

## Dane taktyczno–techniczne
Okręty był niewielkimi, przybrzeżnymi torpedowcami. Długość na konstrukcyjnej linii wodnej wynosiła 46,6 metra (45,9 metra między pionami), szerokość 4,6 metra i zanurzenie 2,3 metra. Wyporność standardowa wynosiła 115 ton, zaś pełna 135 ton. Okręty napędzane były przez maszynę parową potrójnego rozprężania o projektowanej mocy 1800 KM (maksymalnej 2000 KM), do której parę dostarczały dwa kotły Yarrow. Jednośrubowy układ napędowy pozwalał osiągnąć prędkość 24 węzły. Jednostki zabierały zapas 30 ton węgla.
Okręty wyposażone były w trzy pojedyncze wyrzutnie torped kalibru 450 mm umieszczone na pokładzie. Uzbrojenie artyleryjskie stanowiły dwa pojedyncze działka pokładowe kal. 47 mm L/33 Hotchkiss.
Załoga pojedynczego okrętu składała się z 21 oficerów, podoficerów i marynarzy.

## Służba
W 1910 roku na podstawie zarządzenia o normalizacji nazw okręty utraciły swoje nazwy, zastąpione numerami 13–16. W 1914 roku Tb 14 przebudowano na tender wodnosamolotów. Z powodu rozpadu monarchii habsburskiej 1 listopada 1918 roku na jednostkach opuszczono po raz ostatni banderę KuKK. W wyniku przeprowadzonego w styczniu 1920 roku podziału floty austro-węgierskiej trzy okręty zostały przyznane Francji (Tb 13, Tb 15 i Tb 16), zaś Tb 14 przypadł Wielkiej Brytanii. Jednostki zostały złomowane w 1920 roku.